# Parque nacional de Yavajeti
El Parque nacional de Yavajeti (en idioma georgiano: ეროვნული პარკი) es un parque nacional que se encuentra situado en el sur de Georgia, en la frontera con Armenia y Turquía, en la región de Samtsje-Yavajeti. El parque forma parte de un área protegida transfronteriza: en la vecina Armenia, se une al Parque nacional del Lago Arpi. Tiene 14.200 hectáreas que cubre un área en el territorio de los municipios Ajalkalaki y Ninozminda.
El proyecto de creación del parque nacional fue llevado a cabo por el gobierno georgiano en cooperación con el Fondo Mundial para la Naturaleza y contó con el apoyo financiero del gobierno de Alemania. Las autoridades locales, las comunidades y las partes interesadas también participan en la gestión de la zona.
El parque nacional de Yavajeti es parte de las Áreas Protegidas de Yavajeti que también incluyen la Reserva gestionada de Kartsakhi, la Reserva gestionada de Sulda, la Reserva gestionada de Khanchali, la Reserva gestionada de Bugdasheni y la Reserva gestionada de Madatapa.

## Recursos hídricos
El parque nacional tiene como objetivo la conservación de la situación natural, pero también se están llevando a cabo proyectos en el campo del abastecimiento de agua potable, la energía, la ganadería, la venta de productos locales y el turismo. El área contiene cinco de los ocho lagos más grandes del país y además incluye pastizales en las laderas de las montañas. Dentro de las Áreas Protegidas de Yavajeti se encuentran el lago Khanchali, el pantano de Kartsakhi, el pantano de Suldis y el lago Madatapa.

## Fauna
Hay gran variedad de aves en el área, tales como: Melanitta fusca, Tadorna ferruginea, Aythya nyroca, Crex crex, diferentes especies de pelicanos, Scolopacidae y Sternidae o Ciconiidae. Las especies especiales son el pinzón rojo de montaña (Rhodopechys sanguineus) y el gorrión de piedra (Prunella ocularis).